# Cinasa de la cadena ligera de la miosina
La cinasa de la cadena ligera de la miosina o quinasa de la cadena ligera de la miosina (MYLK o MLCK) (EC 2.7.11.18) es una enzima perteneciente a las serina/treonina proteína cinasa que cataliza la reacción:
[Cadena ligera de la miosina] + ATP {\displaystyle \rightleftharpoons } [Cadena ligera de la miosina] + ADP + P
Esta enzima necesita como cofactor calcio y para ser activa necesita calmodulina. La cadena ligera de 20 kDa de la miosina del músculo liso es fosforilada más rápido que cualquier otro aceptor, pero las cadenas ligeras de otras miosinas y la propia miosina pueden actuar también como aceptores con una menor velocidad de reacción.
Se conocen cuatro isozimas de la cinasa de la cadena ligera de la miosina: MYLK, MYLK2, MYLK3 y MYLK4.

## Cinasa de la cadena ligera de la miosina, isoenzima 1 (MYLK)
Esta enzima dependiente de calcio/calmodulina es codificada por el gen MYLK y está implicada en la contracción del músculo liso vía la fosforilación de las cadenas ligeras de miosina. También regula la interacción actina-miosina a través de una actividad no cinasa. Está implicada en la regulación de la permeabilidad endotelial y vascular. En el sistema nervioso se ha observado que controla el inicio de los procesos astrocíticos y que participa en la liberación de transmisores en las sinapsis formadas entre células simpatéticas de ganglios nerviosos. Es un participante crítico en las secuencias de señalización de la apoptosis de los fibroblastos.
Como cofactor también puede utilizar magnesio. La isoforma 1 (telokina) es activada por fosforilación en los residuos Tyr-464 y Tyr-471. Las isoformas que no tienen estos residuos tirosina no se regulan de esta forma. Interacciona con la supervilina.
Las isozimas musculares y no musculares son expresadas en una amplia variedad de tejidos adultos y fetales. La isoforma 2 no-muscular es la variante dominante en varios tejidos. La MLYK es probablemente regulada negativamente por fosforilación. El C-terminal de la proteína nativa es deglutamilada por AGTPBP1/CCP1, AGBL1/CCP4 y AGBL4/CCP6 para formar la cinasa de la cadena ligera de la miosina.
Los defectos en MYLK son causa del aneurisma aórtico torácico de tipo 7 (AAT7). Es una enfermedad caracterizada por una dilatación permanente de la aorta torácica debido usualmente a cambios degenerativos en la pared aórtica. Está asociada principalmente con una apariencia histólogica característica conocida como necrosis medial o necrosis medial cística de Erdheim en la que hay una degeneración y fragmentación de fibras elásticas, pérdida de células musculares lisas y una acumulación de sustancias basofílicas.

## Cinasa de la cadena ligera de la miosina, isoenzima 2 (MYLK2)
La MYLK2 está implicada en la contracción muscular global y en la función cardiaca. Fosforila un residuo específico de serina en el N-terminal de la miosina de cadena ligera. Puede interaccionar con la centrina. Su localización celular es el citoplasma. Se colocaliza con la cinasa de la cadena ligera de la miosina fosforilada en los filamentos de las miofibrillas. Se expresa en los músculos cardiacos y esquelético. Su expresión está incrementada en el tejido apical en comparación con el tejido septal.
Los defectos en MYLK2 son causa de cardiomiopatía hipertrófica (CMH). Es un desorden hereditario del corazón caracterizado por hipertrofia ventricular que usualmente es asimétrica y que frecuentemente involucra al septum interventricular. Los síntomas incluyen disnea, síncope, colapso, palpitaciones y dolor de pecho. Estos síntomas pueden ser fácilmente provocados por el ejercicio. El desorden tiene variabilidad inter e intrafamiliar desde la forma benigna a la maligna con alto riesgo de fallo cardiaco y muerte cardiaca súbita.